# Hermann Carl von Keyserlingk

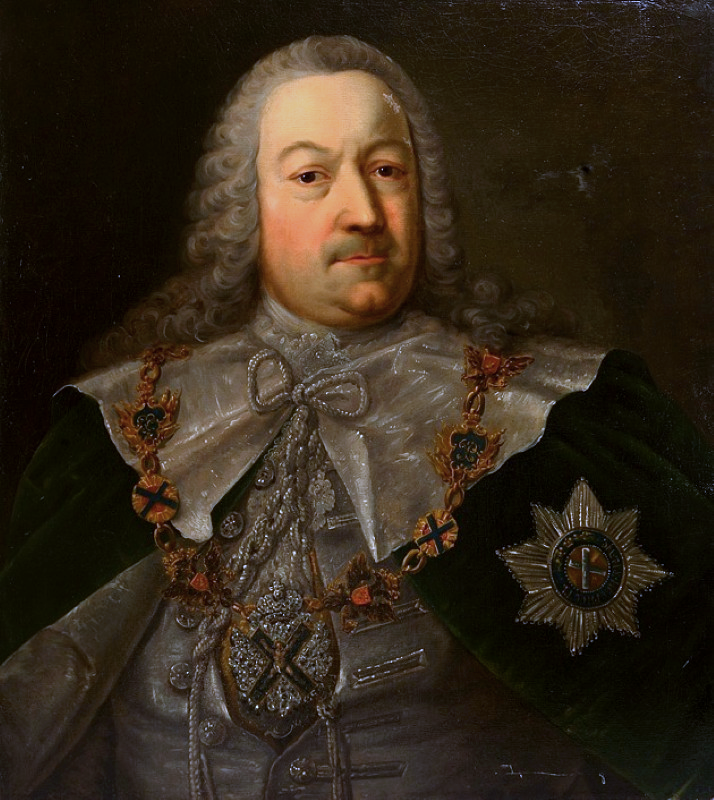
Hermann Carl Graf von Keyserling
Gemälde v. Michael Christoph Hagelgans (1725–1766): Öl auf Leinwand, 62 × 71 cm, Kunstkammer, Sankt Petersburg

Hermann Carl von Keyserlingk (auch Keyserling oder Kayserlingk; * 1696 in Okten (Kurland); † 30. September 1764 in Warschau) war ein deutsch-baltischer Diplomat in russischen Diensten. Keyserlingk war Förderer von Johann Sebastian Bach.

## Leben
Graf von Keyserlingk entstammt einem weitverzweigten, ursprünglich in Bielefeld nachweisbaren westfälischen Adelsgeschlecht der Keyserlingk. Die direkte Stammreihe des Adelsgeschlechts beginnt mit dem Bürgermeister in  Herford Albert Keserlink, urkundlich 1443–1467. Im Jahr 1492 kämpfte dessen Sohn Hermann von Keyserlingk in Livland für den Deutschen Orden, wofür ihn Wolter von Plettenberg mit Gütern in Kurland belehnte.
1733 war Hermann Carl von Keyserlingk für einige Monate Präsident der Russischen Akademie der Wissenschaften. Keyserlingk diente von 1733 bis 1745 als russischer Gesandter in Dresden (Kurfürstentum Sachsen). Hier verkehrte er mit dem Leipziger Thomaskantor Johann Sebastian Bach, den er bei seinen Bemühungen um die Erlangung des Titels eine Ernennung zum „Königlich Polnischen und Kurfürstlich Sächsischen Hofcompositeur“ maßgeblich unterstützte und den er, gemeinsam mit dessen Vetter und Sekretär Johann Elias Bach, bei deren Aufenthalt in Dresden 1742 beherbergte.
Keyserlingks musikalischer Bedienter („Kammermusicus“) Johann Gottlieb Goldberg, mit dessen Namen sich die Goldberg-Variationen verbinden, war Schüler von Johann Sebastian Bach und von dessen ältestem Sohn Wilhelm Friedemann Bach. Letzterer widmete dem Grafen 1763 seine Sonate in Es-Dur (Fk. 5).
Von 1746 bis 1749 war Graf Keyserlingk russischer Gesandter am preußischen Hof in Berlin. Hier war er 1748 Pate von Carl Philipp Emanuel Bachs Sohn, der auf den Namen des Großvaters getauft wurde: Johann Sebastian Bach.
1749 kehrte Graf Keyserlingk nach Dresden zurück. 1762 wurde er zum russischen Gesandten in Warschau ernannt, wo er zwei Jahre später verstarb.